# برایان چالرزوورت
 برایان چالرزوورت (انگلیسی: Brian Charlesworth؛ زادهٔ ۲۹ آوریل ۱۹۴۵) یک زیست‌شناس در زمینه زیست‌شناسی تکاملی اهل بریتانیا است.